# 水天中
水天中（1935年—），男，甘肃兰州人，中国美术史及美术评论家，国家文物鉴定委员会现当代书画组委员。水梓之子。